# بننو يلدرملار
بننو يلدرملار (بالتركية: Bennu Yıldırımlar)‏؛ (22 نوفمبر 1969 -)، ممثلة تركية.

## عن حياتها
درست في «جامعة إسطنبول» الكونسرفتوار الدولي من قسم المسرح عام 1990، ولكنها قررت دراسة الدراما في إنجلترا بين عامي 1990 / 1991.

### حياتها الأسرية
متزوجة من الفنان المسرحي «بولند أمين يرار»، ولها ابنة اسمها «أضا».

## من أعمالها

### من المسلسلات
- سوبر بابا.
- الأوراق المتساقطة - خمس أجزاء.
- نساء حائرات - خمس أجزاء.
- مسائل الغرام
- امرأه
- المستأجر المثالي

### من المسرحيات
- ثلاث أخوات.
- حكاية خيل.
- السكينة.
- كلنا نقيم في نفس الحديقة.
- حرب النساء.
- ريتشارد الثالث.
- الأوراق المتساقطة.
- بروفة الانتحار.
- منطقة اللقاء.

### من الأفلام
- آخر ليلة في الجزيرة.
- الحاج يوسف أفندي.
- العودة إلى أجري.
- الليل والملاك والأطفال.
- الصور القديمة.
- بيت الكوابيس.
- ثلاث تفاحات من السماء.

## الجوائز
- 1994:  تركيا - جائزة أنقرة للأفلام لأفضل ممثلة واعدة عن دورها في فيلم «العودة إلى أجري».[1]
- 1996:  تركيا - جائزة «بديعة موحد» كأفضل ممثلة عن دورها في مسرحية «حكاية خيل».[1]
- 1998:  تركيا - جائزة «عصمت كونتاي» عن دورها في مسرحية «السكينة».[1]

كما أنها حصلت على جوائز أفضل ممثلة من «جزائز صدري أليشيك» في عام 2000، ومن جوائز «لايونز» للمسرح عام 2006، ومن مهرجان الفراشة الذهبية عام 2008 في دورتها ال35 كأفضل فنانة في نجوم الدراما التلفزيونية.

## روابط خارجية
- بننو يلدرملار على موقع IMDb (الإنجليزية)
- بننو يلدرملار على موقع ألو سيني (الفرنسية)
- بننو يلدرملار على موقع أول موفي (الإنجليزية)
- بننو يلدرملار على موقع كينوبويسك (الروسية)